# David Campese
David Ian Campese (Queanbeyan, Australia, 21 de octubre de 1962) es un exjugador australiano de rugby que se desempeñaba como wing.
Campese jugó con los Wallabies las primeras tres Copas del mundo, siendo elegido mejor jugador del torneo en Inglaterra 1991 donde anotó seis tries, dio la asistencia en el famoso try de Tim Horan contra los All Blacks en semifinales y se consagró campeón del Mundo.
Tuvo el récord de presencias en su seleccionado con 101, superado después por Philippe Sella. También lo tenía en el de tries, con 64 ensayos (315 puntos), superado después por Daisuke Ohata en 2006.
Es considerado como uno de los más grandes jugadores en su posición y de la historia. De gran velocidad, habilidad de manos y pies, famoso por ser el creador del "goose-step" (paso de ganso), un movimiento ofensivo de gran complejidad que consiste en sucesivos enganches y amagues para evitar el tackleo. Desde 2013 es miembro del Salón de la Fama de la World Rugby.

## Biografía
Su padre Gianantonio es italiano mientras que su madre Joan es australiana, David es el segundo de cuatro hermanos, el mayor un varón y dos mujeres. En 1966 la familia intentó vivir en el Montecchio Precalcino natal del padre, pero el proyecto fracasó y regresaron a Queanbeyan luego de 18 meses.
Campese se educó en una escuela y secundaria públicas. A los 16 años era una promesa del Rugby League pero decidió abandonarlo para jugar golf, ese año ganó el torneo estatal escolar. Regresó al rugby (ya de 15 jugadores) en 1979 para jugar en el club Queanbeyan Whites.

## Carrera

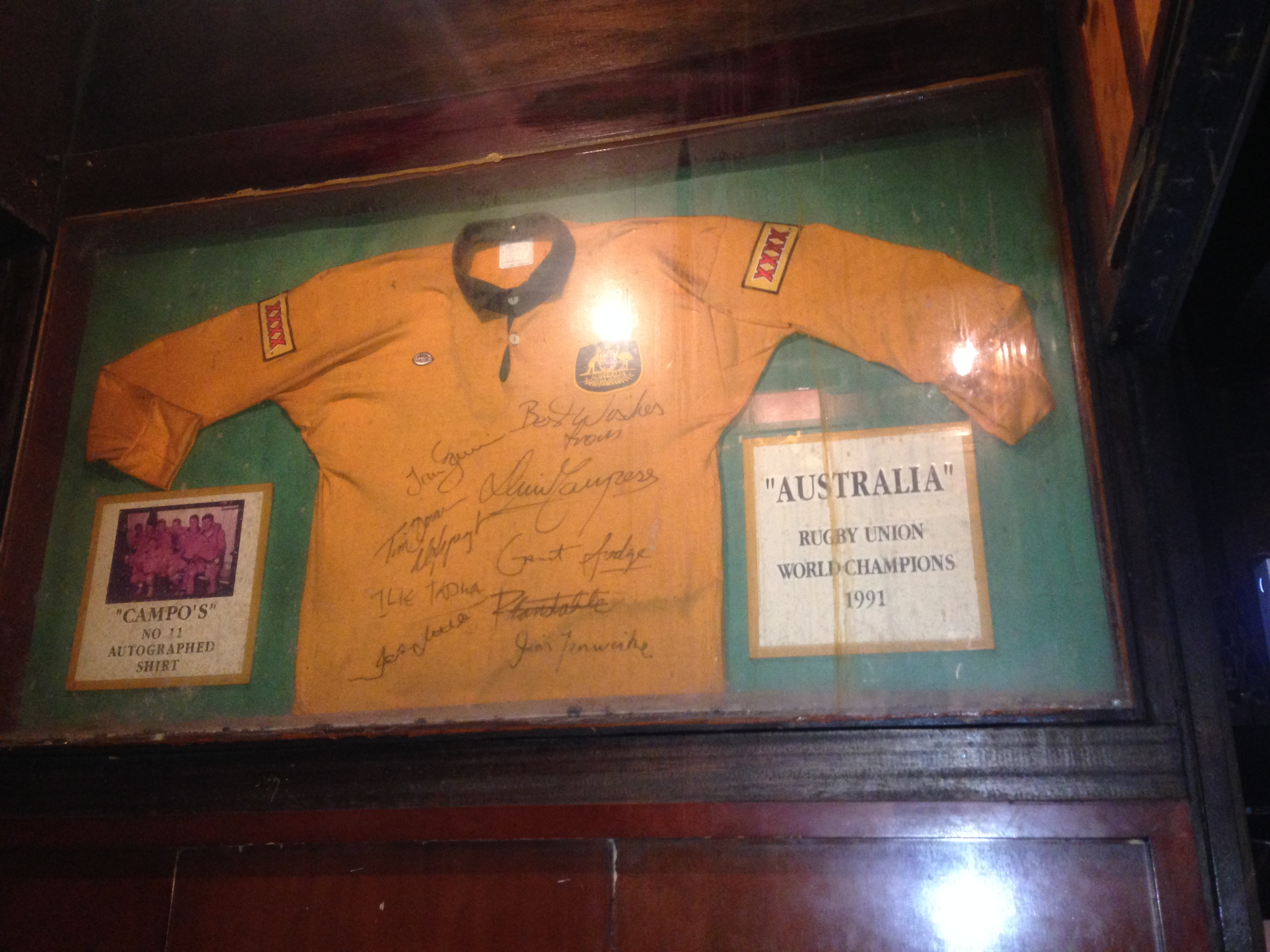
Camiseta de Campese exhibida en Hong Kong

Debutó en la primera de los Queanbeyan Whites a fines de 1980 y con 18 años recién cumplidos, un año después el club ganó el Campeonato de Canberra con Campese como máxima figura.
En 1981 su tremendo desempeño en las selecciones nacionales le permitieron integrar a los New South Wales Waratahs, el club más importante de su estado y estuvo con ellos hasta 1984 cuando emigró a Italia para jugar profesionalmente. Regresó recién en 1993, luego de una brillante carrera en el Campeonato Nacional de Excelencia que ganó siete veces.

### Super Rugby
En 1996 dio inicio el Super Rugby, los Waratahs disputaron esa primera temporada y Campese con ellos. En conclusión jugó las tres primeras temporadas: ? partidos y marcó ? puntos, pero el equipo nunca logró clasificar a la fase final.

## Selección nacional
Debutó en los Junior Wallabies en 1981, jugando como fullback y en una gira por Nueva Zelanda. Los jóvenes australianos fueron derrotados por los Baby Blacks, pero Campese destacó tanto que inmediatamente fue llamado a entrenar con la selección absoluta, pero finalmente no debutó ese año.
Fue convocado a los Wallabies por primera vez en agosto de 1982 contra los All Blacks, integró al equipo que enfrentó a los British and Irish Lions durante la Gira de 1989 y se retiró del seleccionado en diciembre de 1996 ante los Dragones rojos. En total jugó 101 partidos y marcó 315 puntos.

### Grand Slam de 1984
Fue parte del Grand Slam de 1984 cuando Australia realizó la legendaria gira por Reino Unido. La leyenda comenzó cuando los Wallabies vencieron a Inglaterra 3-19, en el segundo partido contra Irlanda Campo anotó un try en el final para la victoria 9-16, la tercera cita fue una abultada victoria contra los dragones rojos por 9-28 dónde los backs oceánicos se lucieron y terminó en Edimburgo con la victoria australiana con dos tries de Campese. Hasta 2018 sigue siendo el último Grand Slam de los Wallabies.

### Participaciones en Copas del Mundo
Disputó la Copa del Mundo de Rugby de Nueva Zelanda 1987 perdiendo en semifinales con Francia y luego siendo derrotados 21-20 contra Gales por el tercer puesto. Cuatro años más tarde en Inglaterra 1991, resultaría campeón venciendo a los anfitriones en la final y siendo elegido mejor jugador del torneo. Luego del triunfo mundialista fue nombrado capitán hasta 1996 cuando se retiró del rugby. Jugó su último mundial en Sudáfrica 1995 donde los Wallabies fueron derrotados en cuartos por los XV de la Rosa repitiendo el duelo de la final anterior.
| Mundial                       | Sede          | Resultado        | Partidos | Tries |
| ----------------------------- | ------------- | ---------------- | -------- | ----- |
| Copa Mundial de Rugby de 1987 | Nueva Zelanda | Cuarto puesto    | 6        | 4     |
| Copa Mundial de Rugby de 1991 | Inglaterra    | Campeón          | 6        | 6     |
| Copa Mundial de Rugby de 1995 | Sudáfrica     | Cuartos de final | 4        | 0     |

## Palmarés
- Campeón del Campeonato Nacional de Excelencia de 1984–85, 1985–86, 1986–87, 1990–91 y 1992–93.
- Campeón de la ACTRU Premier Division de 1981.